# 1928 au cinéma
| Années du cinéma : 1925 - 1926 - 1927 - 1928 - 1929 - 1930 - 1931    |
| Décennies du cinéma : 1890 - 1900 - 1910 - 1920 - 1930 - 1940 - 1950 |

Cet article présente les faits marquants de l'année 1928 au cinéma.

## Événements
- 2 janvier : L'actrice Claude France, héroïne de Violettes impériales et du Bossu, se suicide.
- 21 février, Londres : la censure interdit Dawn, biographie d'Edith Cavell, infirmière belge fusillée pendant la guerre par les Allemands.
- 19 septembre : Création par Walt Disney du personnage de Mickey Mouse, dans le dessin animé Steamboat Willie. première présentation le 18 novembre.
- Germaine Dulac crée le scandale avec son film La Coquille et le Clergyman dans lequel elle aborde les frustrations et fantaisies sexuelles d'un jeune prêtre.

## Principaux films de l'année
- Avril :
  - Lady Godiva, film britannique de George J. Banfield et Leslie Eveleigh.
  - The Princes in the Tower, film britannique de George J. Banfield et Leslie Eveleigh.
  - The Man in the Iron Mask, film britannique de George J. Banfield et Leslie Eveleigh.
- 12 mai : The Virgin Queen, film américain de R. William Neill.
- 7 juillet : Cleopatra, film américain de R. William Neill.
- 25 octobre : La Passion de Jeanne d'Arc drame réalisé par Carl Theodor Dreyer avec Renée Falconetti, Antonin Artaud et Michel Simon.
- 4 novembre : Le Cirque (The Circus) comédie dramatique de Charlie Chaplin avec Charles Chaplin, Al Ernest Garcia et Merna Kennedy.
- 18 novembre : Steamboat Willie de Walt Disney, dessin animé parlant.
- 25 décembre : L'Argent de Marcel L'Herbier d'après Zola.
- À l'américaine (Champagne), comédie britannique d'Alfred Hitchcock.
- Cadet d'eau douce de Buster Keaton, Charles Reisner.
- Thérèse Raquin de Jacques Feyder.
- Tire-au-flanc de Jean Renoir.
- La Chute de la maison Usher de Jean Epstein.
- La Foule de King Vidor.
- Laurel et Hardy, the Best, comprenant C'est ma femme, Ton Cor est à moi, Harry hérite de son oncle et Laurel et Hardy constructeurs, courts métrages réalisés par Lloyd French, Edgar L. Kennedy et Clyde Bruckman avec Stan Laurel et Oliver Hardy.
- Le Cameraman (The Cameraman), comédie de Buster Keaton et Edward Sedgwick avec Marceline Day et Buster Keaton.
- Les Damnés de l'océan (The Docks of New York) de Josef von Sternberg avec George Bancroft, Betty Compson et Olga Baclanova.
- Les Espions, policier de Fritz Lang avec Rudolf Klein-Rogge, Gerda Maurus et Willy Fritsch.
- L'Homme à la caméra (Tchelovek s Kinoapparatom), documentaire de Dziga Vertov, avec Mikhaïl Kaufman.
- L'Homme qui rit (The Man who Laughs) drame de Paul Leni avec Conrad Veidt, Mary Philbin et Olga Baclanova.
- Ris donc, Paillasse ! (Laugh, Clown, Laugh) de Herbert Brenon.
- Symphonie nuptiale de Erich von Stroheim.
- Tempête sur l'Asie de Vsevolod Poudovkine.
- Un chien andalou, court métrage de Luis Buñuel avec Pierre Batcheff, Simone Mareuil, Luis Buñuel et Salvador Dalí, également co-scénariste.

## Récompenses et distinctions

### Oscars
- Meilleur film : Les Ailes de William Wellman (États-Unis)
- Meilleure actrice : Janet Gaynor, L'Heure suprême (Seventh Heaven), l'Ange de la rue (Street Angel) et l'Aurore (Sunrise)
- Meilleur acteur : Emil Jannings, Quand la chair succombe (The Way of All Flesh)
- Meilleur réalisateur : Frank Borzage, L'Heure suprême (Seventh Heaven) ; Lewis Milestone, Two Arabian Knights

## Principales naissances
- 23 janvier : Jeanne Moreau, actrice française († 31 juillet 2017).
- 24 janvier : Michel Serrault, acteur français († 29 juillet 2007).
- 26 janvier : Roger Vadim, acteur et réalisateur français († 11 février 2000).
- 1er mars : Jacques Rivette, réalisateur français et critique de cinéma († 29 janvier 2016).
- 16 mars : Karlheinz Böhm, acteur allemand († 29 mai 2014).
- 2 avril : Serge Gainsbourg, chanteur-compositeur et acteur français († 2 mars 1991).
- 7 avril : James Garner, acteur américain († 19 juillet 2014).
- 15 avril : Roberto Santos, réalisateur brésilien († 3 mai 1987).
- 23 avril : Shirley Temple, actrice américaine († 10 février 2014).
- 11 mai : Marco Ferreri, cinéaste italien († 9 mai 1997).
- 13 mai : Édouard Molinaro, cinéaste français († 7 décembre 2013).
- 30 mai : Agnès Varda, cinéaste française († 29 mars 2019).
- 1er juin : Bob Monkhouse, acteur et scénariste britannique († 29 décembre 2003).
- 5 juin : Tony Richardson, cinéaste britannique († 14 novembre 1991).
- 16 juin : Annie Cordy, artiste belge. († 4 septembre 2020)
- 20 juin : Martin Landau, acteur américain (mort le 15 juillet 2017)
- 28 juin : Don Dubbins, acteur américain († 17 août 1991).
- 2 juillet : Line Renaud, artiste de music-hall et comédienne française.
- 26 juillet : Stanley Kubrick, metteur en scène américain († 7 mars 1999).
- 31 juillet : Gilles Carle, réalisateur et scénariste canadien († 28 novembre 2009).
- 2 août : Yoko Tani, actrice française († 19 avril 1999).
- 3 août : Cécile Aubry, actrice, réalisatrice et scénariste française († 19 juillet 2010).
- 16 août : Ann Blyth, actrice américaine.
- 28 août : Dzidra Ritenberga, actrice et réalisatrice lettonne († 9 mars 2003).
- 31 août : James Coburn, acteur américain (mort le 18 novembre 2002)
- 11 septembre : Vsevolod Larionov, acteur soviétique  († 8 octobre 2000).
- 23 septembre : Franciszek Pieczka, acteur polonais († 23 septembre 2022).
- 6 octobre : Liliane de Kermadec, réalisatrice et scénariste française († 13 février 2020).
- 28 octobre : Marcel Bozzuffi, acteur et réalisateur français († 2 février 1988).
- 31 octobre : Catherine Sellers, actrice française († 9 mars 2014).
- 11 décembre : Tomas Gutierrez Alea, réalisateur cubain († 16 avril 1996).
- 25 décembre : Dick Miller, acteur américain († 30 janvier 2019).

## Principaux décès
- Mauritz Stiller, cinéaste suédois (° 17 juillet 1883).